# Spiranthes cernua
Spiranthes cernua es una especie de orquídea perteneciente al género Spiranthes, nativa de los Estados Unidos.

## Distribución
Se encuentra desde el este de Canadá por todo el este de Estados Unidos excepto Florida en alturas de 1000 m s. n. m.

## Nombre común
- Alemán:
- Español:Trenzas de damas nudosa
- Inglés:

## Sinonimia
- Ophrys cernua L. (1763) (Basionymum)
- Limodorum autumnale Walter (1788)
- Spiranthes annua Lesq. ex Brandeger & Coville (1891)
- Neottia cernua (L.) Sw. (1805)
- Gyrostachys cernua (L.) Kuntze (1891)
- Gyrostachys constricta Small (1898)
- Spiranthes constricta (Small) K. Schum. (1898)
- Ibidium cernuum (L.) Bouse (1905)
- Triorchis cernua (L.) Nieuwl. (1913)[1]